# Termikus energiatárolás
A termikus energiatárolás alatt a hőenergia napi vagy szezonális tárolását értjük. Napi tárolásról általában fűtésrendszerek és napkollektoros rendszerek esetében beszélhetünk puffertartály alkalmazásakor, amivel a kazán működése optimalizálható, vagy a napkollektor által napközben megtermelt hőenergia raktározható az esti órákra, amikor felhasználható. Az építészetben is alkalmaznak ilyen jellegű tárolókat, ennek egyik példája a Trombe-fal. A szezonális tárolás esetében általában a nyári többletenergiát próbáljuk elraktározni a hidegebb időszakokra. A tárolás módja többféle lehet a tárolóközeg szempontjából, hiszen felhasználhatunk szilárd, fázisváltós folyékony halmazállapotú anyagokat is. Fontos, hogy nagy legyen az anyag hőkapacitása, továbbá ideális esetben a látens olvadáshő is felhasználható olyan anyag esetében, amely pl. szobahőmérsékleten szilárd, napkollektorral felmelegítve 50 °C fölött folyékony halmazállapotú. Ez lehet paraffin-származék, esetleg valamilyen sóoldat, stb.